# Orientierungslauf-Juniorenweltmeisterschaften
Die Orientierungslauf-Juniorenweltmeisterschaften (englisch: Junior World Orienteering Championships, abgekürzt JWOC) sind die Juniorenweltmeisterschaften im Orientierungslauf und werden seit 1990 jährlich ausgetragen.
Seit 1983 fand jährlich eine internationale Juniorenmeisterschaft teil, die von 1986 an als Europameisterschaft ausgetragen wurde (siehe Orientierungslauf-Junioreneuropameisterschaften). 1990 wurde erstmals eine Juniorenweltmeisterschaft veranstaltet, Junioreneuropameisterschaften werden seit dem nicht mehr ausgetragen.
Das Programm der Orientierungslauf-Juniorenweltmeisterschaften beinhaltet drei Einzelwettkämpfe und einen Staffelwettbewerb. Ursprünglich wurden die Juniorenweltmeisterschaften nur in einer Klassikdistanz und einem Staffelwettbewerb ausgetragen. Schon 1991 in Deutschland wurde jedoch eine Kurzdistanz in das offizielle Programm aufgenommen und bis 2004 gab es somit zwei Einzelläufe und einen Teamwettbewerb. 2004 in Polen wurde die Kurzdistanz, wie bei den Weltmeisterschaften der Herren und Damen, in Mitteldistanz umbenannt. Ein Jahr darauf wurde in der Schweiz ein inoffizieller Sprint, in Kooperation mit dem Post-Finance-Sprint, durchgeführt und 2006 in Litauen wurde schließlich die Sprintdistanz als dritter Einzelwettbewerb in das offizielle Weltmeisterschaftsprogramm aufgenommen.

## Austragungsorte
| Nr. | Jahr | Datum                | Austragungsland | Austragungsort       |
| --- | ---- | -------------------- | --------------- | -------------------- |
| 1   | 1990 | 7. bis 12. Juli      | Schweden        | Älvsbyn              |
| 2   | 1991 | 7. bis 13. Juli      | Deutschland     | Berlin               |
| 3   | 1992 | 7. bis 13. Juli      | Finnland        | Jyväskylä            |
| 4   | 1993 | 7. bis 10. Juli      | Italien         | Kastelruth           |
| 5   | 1994 | 12. bis 16. Juli     | Polen           | Gdynia               |
| 6   | 1995 | 9. bis 12. Juli      | Dänemark        | Horsens              |
| 7   | 1996 | 8. bis 14. Juli      | Rumänien        | Băile Govora         |
| 8   | 1997 | 7. bis 13. Juli      | Belgien         | Leopoldsburg         |
| 9   | 1998 | 13. bis 18. Juli     | Frankreich      | Reims                |
| 10  | 1999 | 5. bis 11. Juli      | Bulgarien       | Warna                |
| 11  | 2000 | 9. bis 15. Juli      | Tschechien      | Nové Město na Moravě |
| 12  | 2001 | 9. bis 15. Juli      | Ungarn          | Miskolc              |
| 13  | 2002 | 7. bis 14. Juli      | Spanien         | Alicante             |
| 14  | 2003 | 7. bis 12. Juli      | Estland         | Põlva                |
| 15  | 2004 | 5. bis 11. Juli      | Polen           | Danzig               |
| 16  | 2005 | 11. bis 16. Juli     | Schweiz         | Tenero               |
| 17  | 2006 | 2. bis 7. Juli       | Litauen         | Druskininkai         |
| 18  | 2007 | 7. bis 15. Juli      | Australien      | Dubbo                |
| 19  | 2008 | 30. Juni bis 6. Juli | Schweden        | Göteborg             |
| 20  | 2009 | 6. bis 11. Juli      | Italien         | Trentino             |
| 21  | 2010 | 4. bis 10. Juli      | Dänemark        | Aalborg              |
| 22  | 2011 | 3. bis 8. Juli       | Polen           | Wejherowo            |
| 23  | 2012 | 6. bis 14. Juli      | Slowakei        | Košice               |
| 24  | 2013 | 29. Juni bis 6. Juli | Tschechien      | Hradec Králové       |
| 25  | 2014 | 21. bis 27. Juli     | Bulgarien       | Borowez              |
| 26  | 2015 | 4. bis 11. Juli      | Norwegen        | Rauland              |
| 27  | 2016 | 10. bis 18. Juli     | Schweiz         | Engadin              |
| 28  | 2017 | 9. bis 16. Juli      | Finnland        | Tampere              |
| 29  | 2018 | 8. bis 15. Juli      | Ungarn          | Kecskemét            |
| 30  | 2019 | 6. bis 12. Juli      | Dänemark        | Silkeborg            |
| –   | 2020 |                      |                 |                      |
| 31  | 2021 |                      |                 |                      |
| 32  | 2022 |                      |                 |                      |
| 33  | 2023 |                      |                 |                      |
| 34  | 2024 |                      |                 |                      |

## Klassik/Lang
Dieser Wettbewerb wurde 1990 unter der Bezeichnung Klassik durchgeführt, seitdem als Langdistanz.

### Herren
| Jahr | Gold               | Silber              | Bronze                 | Anmerkungen         |
| ---- | ------------------ | ------------------- | ---------------------- | ------------------- |
| 1990 | Mikael Boström     | Jimmy Birklin       | Sören Nymalm           | 10,725 km           |
| 1991 | Ivars Zagars       | Tomáš Doležal       | Mikko Lepo             | 13,3 km, 28 Posten  |
| 1992 | Johan Näsman       | Chris Terkelsen     | Fredrik Löwegren       | 9,87 km, 17 Posten  |
| 1993 | Odin Tellesbo      | Torren Norgaard     | Tommi Tölkkö           | 10,8 km, 27 Posten  |
| 1994 | Robert Banach      | Janusz Gliszczyński | Tommi Tölkkö           | 10,8 km, 21 Posten  |
| 1995 | Gábor Domonyik     | Michail Mamlejew    | Jani Lakanen           | 11,5 km, 21 Posten  |
| 1996 | Maricel Olaru      | Anders Nordberg     | Jani Lakanen           | 11,4 km, 23 Posten  |
| 1997 | Johan Modig        | Vladimír Lučan      | Marián Dávidík         | 11,92 km, 22 Posten |
| 1998 | Håkan Peterson     | Thierry Gueorgiou   | Jørgen Rostrup         |                     |
| 1999 | Andrei Chramow     | Mikko Heikelä       | Troy de Haas           | 11,7 km, 21 Posten  |
| 2000 | Jiří Kazda         | Pasi Ikonen         | Jaromír Švihovský      | 10,4 km, 24 Posten  |
| 2001 | Andrei Chramow     | Mårten Boström      | Michal Smola           | 10,64 km, 25 Posten |
| 2002 | Daniel Hubmann     | Wojciech Kowalski   | Alexej Bortnik         | 10,0 km, 18 Posten  |
| 2003 | Dmitri Zwetkow     | Matthias Merz       | Daniel Hubmann         | 11,9 km, 19 Posten  |
| 2004 | Matthias Merz      | Martin Johansson    | Simonas Krėpšta        | 11,5 km, 21 Posten  |
| 2005 | Olav Lundanes      | Andreas Rüedlinger  | Philippe Adamski       | 9,5 km, 25 Posten   |
| 2006 | Anders Skarholt    | Olav Lundanes       | Markus Puusepp         | 12,6 km, 22 Posten  |
| 2007 | Olav Lundanes      | Magne Dæhli         | Christian Bobach       | 11,1 km, 27 Posten  |
| 2008 | Johan Runesson     | Timo Sild           | Matthias Kyburz        | 10,2 km, 21 Posten  |
| 2009 | Gustav Bergman     | Søren Bobach        | Martin Hubmann         | 9,5 km, 29 Posten   |
| 2010 | Pavel Kubát        | Johan Runesson      | Matthias Kyburz        | 11,3 km, 31 Posten  |
| 2011 | Yngve Skogstad     | Robert Merl         | Lucas Basset           | 11,07 km, 23 Posten |
| 2012 | Eskil Kinneberg    | Marius Thrane Ødum  | Gleb Tichonow          | 11,5 km, 23 Posten  |
| 2013 | Piotr Parfianowicz | Florian Schneider   | Andrei Kozyrew         | 9,9 km, 21 Posten   |
| 2014 | Anton Johansson    | Assar Hellström     | Marek Minár            | 10,2 km, 23 Posten  |
| 2015 | Olli Ojanaho       | Simon Hector        | Andreas Soelberg       | 10,7 km, 24 Posten  |
| 2016 | Joey Hadorn        | Thomas Curiger      | Isac von Krusenstierna | 8,8 km, 21 Posten   |

### Damen
| Jahr | Gold                | Silber                     | Bronze             | Anmerkungen        |
| ---- | ------------------- | -------------------------- | ------------------ | ------------------ |
| 1990 | Torunn Fossli       | Marlena Jansson            | Mari Lukkarinen    | 7,59 km            |
| 1991 | Mari Lukkarinen     | Marcela Kubatková          | Katarina Allberg   | 9,0 km, 21 Posten  |
| 1992 | Barbara Bączek      | Johanna Tiira              | Hanne Staff        | 6,09 km, 12 Posten |
| 1993 | Liisa Anttila       | Tenna Nørgaard             | Hana Doležalová    | 7,3 km, 18 Posten  |
| 1994 | Christina Grøndahl  | Pia Olsson                 | Ewa Kozłowska      | 7,3 km, 14 Posten  |
| 1995 | Christina Grøndahl  | Lenka Čechová              | Kateřina Mikšová   | 7,8 km, 13 Posten  |
| 1996 | Eniko Fey           | Kateřina Pracná            | Karin Schmalfeld   | 7,15 km, 18 Posten |
| 1997 | Simone Luder        | Hanna Heiskanen            | Regula Hulliger    | 7,82 km, 17 Posten |
| 1998 | Hanne Heiskanen     | Tatjana Pereljajewa        | Eva Juřeníková     |                    |
| 1999 | Regula Hulliger     | Tatjana Pereljajewa        | Katalin Hecz       | 7,2 km, 15 Posten  |
| 2000 | Tatjana Pereljajewa | Marianne Riddervold        | Natalja Petopalska | 7,1 km, 20 Posten  |
| 2001 | Dana Brožková       | Pinja Satri                | Daria Smolik       | 7,47 km, 16 Posten |
| 2002 | Tiina Kivimäki      | Michaela Przyczková        | Minna Kauppi       | 7,0 km, 13 Posten  |
| 2003 | Martina Dočkalová   | Anni-Maija Fincke          | Helena Jansson     | 7,9 km, 16 Posten  |
| 2004 | Silja Tarvonen      | Veline Stalder             | Alison O’Neil      | 8,1 km, 17 Posten  |
| 2005 | Mari Fasting        | Elise Egseth               | Paula Iso-Markku   | 6,6 km, 18 Posten  |
| 2006 | Hanny Allston       | Betty Ann Bjerkreim Nilsen | Elin A. Skantze    | 8,8 km, 16 Posten  |
| 2007 | Siri Ulvestad       | Kine Hallan Steiwer        | Heini Saarimäki    | 7,2 km, 16 Posten  |
| 2008 | Jenny Lönnkvist     | Beata Falk                 | Siri Ulvestad      | 6,7 km, 15 Posten  |
| 2009 | Ida Bobach          | Jenny Lönnkvist            | Marika Teini       | 5,7 km, 18 Posten  |
| 2010 | Ida Bobach          | Therese Klintberg          | Sari Anttonen      | 7,3 km, 22 Posten  |
| 2011 | Ida Bobach          | Emma Klingenberg           | Tove Alexandersson | 7,68 km, 20 Posten |
| 2012 | Kirsi Nurmi         | Frida Sandberg             | Emily Kemp         | 7,7 km, 13 Posten  |
| 2013 | Lisa Risby          | Sara Hagström              | Ekatarina Sawkina  | 7,1 km, 15 Posten  |
| 2014 | Gunvor Hov Høydal   | Sara Hagström              | Emmi Jokela        | 7,2 km, 16 Posten  |
| 2015 | Sara Hagström       | Anna Haataja               | Sandrine Müller    | 7,3 km, 16 Posten  |
| 2016 | Anna Haataja        | Valérie Aebischer          | Sofie Bachmann     | 6,5 km, 16 Posten  |

### Medaillenspiegel
| Medaillenspiegel Herren (Stand nach der WM 2016) | Medaillenspiegel Herren (Stand nach der WM 2016) | Medaillenspiegel Herren (Stand nach der WM 2016) | Medaillenspiegel Herren (Stand nach der WM 2016) | Medaillenspiegel Herren (Stand nach der WM 2016) | Medaillenspiegel Herren (Stand nach der WM 2016) |
| Platz                                            | Land                                             | Gold                                             | Silber                                           | Bronze                                           | Gesamt                                           |
| ------------------------------------------------ | ------------------------------------------------ | ------------------------------------------------ | ------------------------------------------------ | ------------------------------------------------ | ------------------------------------------------ |
| 1                                                | Schweden                                         | 6                                                | 6                                                | 2                                                | 14                                               |
| 2                                                | Norwegen                                         | 6                                                | 2                                                | 3                                                | 11                                               |
| 3                                                | Schweiz                                          | 3                                                | 4                                                | 4                                                | 11                                               |
| 4                                                | Russland                                         | 3                                                | 1                                                | 3                                                | 7                                                |
| 5                                                | Finnland                                         | 2                                                | 3                                                | 6                                                | 11                                               |
| 6                                                | Polen                                            | 2                                                | 2                                                | –                                                | 4                                                |
| 7                                                | Tschechien                                       | 2                                                | 1                                                | 3                                                | 6                                                |
| 8                                                | Rumänien                                         | 1                                                | –                                                | –                                                | 1                                                |
| 8                                                | Sowjetunion (ehem.)                              | 1                                                | –                                                | –                                                | 1                                                |
| 8                                                | Ungarn                                           | 1                                                | –                                                | –                                                | 1                                                |
| 11                                               | Dänemark                                         | –                                                | 4                                                | 1                                                | 5                                                |
| 12                                               | Frankreich                                       | –                                                | 1                                                | 2                                                | 3                                                |
| 13                                               | Estland                                          | –                                                | 1                                                | 1                                                | 2                                                |
| 14                                               | Österreich                                       | –                                                | 1                                                | –                                                | 1                                                |
| 14                                               | Tschechoslowakei (ehem.)                         | –                                                | 1                                                | –                                                | 1                                                |
| 16                                               | Australien                                       | –                                                | –                                                | 1                                                | 1                                                |
| 16                                               | Litauen                                          | –                                                | –                                                | 1                                                | 1                                                |
| 16                                               | Slowakei                                         | –                                                | –                                                | 1                                                | 1                                                |

| Medaillenspiegel Damen (Stand nach der WM 2016) | Medaillenspiegel Damen (Stand nach der WM 2016) | Medaillenspiegel Damen (Stand nach der WM 2016) | Medaillenspiegel Damen (Stand nach der WM 2016) | Medaillenspiegel Damen (Stand nach der WM 2016) | Medaillenspiegel Damen (Stand nach der WM 2016) |
| Platz                                           | Land                                            | Gold                                            | Silber                                          | Bronze                                          | Gesamt                                          |
| ----------------------------------------------- | ----------------------------------------------- | ----------------------------------------------- | ----------------------------------------------- | ----------------------------------------------- | ----------------------------------------------- |
| 1                                               | Finnland                                        | 7                                               | 5                                               | 7                                               | 19                                              |
| 2                                               | Dänemark                                        | 5                                               | 2                                               | –                                               | 6                                               |
| 3                                               | Norwegen                                        | 4                                               | 4                                               | 2                                               | 10                                              |
| 4                                               | Schweden                                        | 3                                               | 8                                               | 4                                               | 15                                              |
| 5                                               | Tschechien                                      | 2                                               | 3                                               | 3                                               | 8                                               |
| 6                                               | Schweiz                                         | 2                                               | 2                                               | 3                                               | 7                                               |
| 7                                               | Russland                                        | 1                                               | 2                                               | 2                                               | 5                                               |
| 8                                               | Australien                                      | 1                                               | –                                               | –                                               | 1                                               |
| 8                                               | Polen                                           | 1                                               | –                                               | –                                               | 1                                               |
| 8                                               | Rumänien                                        | 1                                               | –                                               | –                                               | 1                                               |
| 11                                              | Tschechoslowakei (ehem.)                        | –                                               | 1                                               | –                                               | 1                                               |
| 12                                              | Deutschland                                     | –                                               | –                                               | 1                                               | 1                                               |
| 12                                              | Ukraine                                         | –                                               | –                                               | 1                                               | 1                                               |
| 12                                              | Ungarn                                          | –                                               | –                                               | 1                                               | 1                                               |
| 12                                              | Vereinigtes Königreich                          | –                                               | –                                               | 1                                               | 1                                               |
| 12                                              | Kanada                                          | –                                               | –                                               | 1                                               | 1                                               |

## Kurz/Mittel
Dieser Wettbewerb wurde 1991 unter der Bezeichnung Kurzdistanz eingeführt, seit 2004 wird er unter der Bezeichnung Mitteldistanz ausgetragen.

### Herren
| Jahr | Gold                                            | Silber                      | Bronze               | Anmerkungen         |
| ---- | ----------------------------------------------- | --------------------------- | -------------------- | ------------------- |
| 1991 | Janusz Porzycz                                  | Mikko Lepo                  | Stefan Sandahl       | 6,02 km, 14 Posten  |
| 1992 | Mikko Lepo                                      | Bernt Bjørnsgaard           | Joakim Carlsson      | 3,6 km, 10 Posten   |
| 1993 | Václav Zakouřil                                 | Bernt Bjørnsgaard           | Mikko Lepo           | 3,6 km, 12 Posten   |
| 1994 | Jon Engkvist                                    | Holger Hott Johansen        | Tommi Tölkkö         | 5,2 km, 12 Posten   |
| 1995 | Gábor Domonyik                                  | Tomáš Zakouřil              | Michail Mamlejew     | 4,675 km, 11 Posten |
| 1996 | Gábor Domonyik                                  | Johan Modig                 | Horatiu Grecu        | 4,715 km, 12 Posten |
| 1997 | Jørgen Rostrup                                  | Per Öberg Rikard Gunnarsson |                      | 5,0 km, 18 Posten   |
| 1998 | Jørgen Rostrup                                  | Rikard Gunnarsson           | Håkan Peterson       |                     |
| 1999 | Jonne Lakanen                                   | Sergei Detkow               | Thierry Gueorgiou    | 4,8 km, 14 Posten   |
| 2000 | Michal Smola                                    | Zbyněk Hora                 | Jaromír Švihovský    | 4,5 km, 15 Posten   |
| 2001 | Marius Bjugan                                   | Jan Troeng                  | Michal Smola         | 4,808 km, 13 Posten |
| 2002 | Erik Andersson                                  | Tuomas Tervo                | Jörgen Wickholm      | 4,65 km, 14 Posten  |
| 2003 | Matthias Merz                                   | Tuomas Tervo                | Alexej Bortnik       | 3,6 km, 11 Posten   |
| 2004 | Audun Bjerkreim Nilsen                          | Matthias Merz               | Simonas Krėpšta      | 4,61 km, 14 Posten  |
| 2005 | Fabian Hertner                                  | Philippe Adamski            | Hannu Airila         | 3,5 km, 17 Posten   |
| 2006 | Jan Beneš Søren Bobach                          |                             | Olav Lundanes        | 4,4 km, 17 Posten   |
| 2007 | Olav Lundanes                                   | Petter Eriksson             | Martin Hubmann       | 4,5 km, 22 Posten   |
| 2008 | Johan Runesson                                  | Forseth Indgaard            | Søren Bobach         | 4,1 km, 16 Posten   |
| 2009 | Olli-Markus Taivainen                           | Philipp Sauter              | Ulf Forseth Indgaard | 4,1 km, 19 Posten   |
| 2010 | Gaute Hallan Steiwer                            | Jonas Leandersson           | Olle Boström         | 4,7 km, 23 Posten   |
| 2011 | Robert Merl Dmitri Nakonetschnij Topias Tiainen |                             |                      | 4,22 km, 17 Posten  |
| 2012 | Matt Ogden                                      | Jan Petržela                | Florian Schneider    | 4,8 km, 19 Posten   |
| 2013 | Emil Svensk                                     | Anton Johansson             | Jens Wängdahl        | 3,6 km, 17 Posten   |
| 2014 | Miika Kirmula                                   | Riccardo Scalet             | Olli Ojanaho         | 3,8 km, 16 Posten   |
| 2015 | Olli Ojanaho                                    | Erik Andersson              | Sven Hellmüller      | 4,2 km, 19 Posten   |
| 2016 | Thomas Curiger                                  | Joey Hadorn                 | Audun Heimdal        | 3,6 km, 17 Posten   |

### Damen
| Jahr | Gold                       | Silber             | Bronze                        | Anmerkungen         |
| ---- | -------------------------- | ------------------ | ----------------------------- | ------------------- |
| 1991 | Kristin Liebich            | Johanna Tiira      | Karolina Arewång              | 4,43 km, 11 Posten  |
| 1992 | Barbara Bączek             | Riitta Korpela     | Elisabeth Ingvaldsen          | 2,8 km, 8 Posten    |
| 1993 | Tenna Norgaard             | Satu Mäkitammi     | Liisa Anttila                 | 3,35 km, 12 Posten  |
| 1994 | Synne Lea                  | Pia Olsson         | Terhi Hyttinen                | 3,9 km, 9 Posten    |
| 1995 | Christina Grøndahl         | Karin Schmalfeld   | Iva Navrátilová Tiina Jukkola | 3,52 km, 10 Posten  |
| 1996 | Eniko Fey                  | Annika Bjork       | Julia Morosowa                | 3,79 km, 9 Posten   |
| 1997 | Hanna Heiskanen            | Kateřina Mikšová   | Heli Jukkola                  | 4,2 km, 14 Posten   |
| 1998 | Tatjana Pereljajewa        | Astrid Fritschi    | Hanna Heiskanen               |                     |
| 1999 | Regula Hulliger            | Salla Sukki        | Johanna Seppinen              | 3,95 km, 14 Posten  |
| 2000 | Camilla Berglund           | Maria Bergkvist    | Minna Kauppi                  | 3,77 km, 13 Posten  |
| 2001 | Minna Kauppi               | Ieva Sargautytė    | Kajsa Nilsson                 | 3,903 km, 11 Posten |
| 2002 | Minna Kauppi               | Indrė Valaitė      | Martina Fritschy              | 3,8 km, 13 Posten   |
| 2003 | Laura Hokka                | Signe Søes         | Eveli Saue                    | 3,7 km, 12 Posten   |
| 2004 | Helena Jansson             | Radka Brožková     | Anni-Maija Fincke             | 4,13 km, 12 Posten  |
| 2005 | Anna Persson               | Heini Wennman      | Hanny Allston                 | 3,0 km, 14 Posten   |
| 2006 | Betty Ann Bjerkreim Nilsen | Ulrika Uotila      | Signe Klinting                | 3,6 km, 14 Posten   |
| 2007 | Jenny Lönnkvist            | Ida Marie Bjørgul  | Tatjana Mendel Saila Kinni    | 3,6 km, 21 Posten   |
| 2008 | Venla Niemi                | Beata Falk         | Karine D'Harreville           | 3,0 km, 12 Posten   |
| 2009 | Tove Alexandersson         | Britt Ingunn Nydal | Ida Bobach                    | 3,1 km, 15 Posten   |
| 2010 | Tove Alexandersson         | Lilian Forsgren    | Sarina Jenzer                 | 3,9 km, 21 Posten   |
| 2011 | Ida Bobach                 | Tove Alexandersson | Emma Klingenberg              | 3,46 km, 14 Posten  |
| 2012 | Tove Alexandersson         | Frida Sandberg     | Sandrine Müller               | 3,6 km, 17 Posten   |
| 2013 | Miri Thrane Ødum           | Lisa Risby         | Mathilde Rundhaug             | 3,0 km, 14 Posten   |
| 2014 | Sina Tommer Sara Hagström  |                    | Andrea Svensson               | 3,1 km, 15 Posten   |
| 2015 | Anine Ahlsand              | Johanna Öberg      | Sandrine Müller               | 3,6 km, 18 Posten   |
| 2016 | Simona Aebersold           | Aleksandra Hornik  | Johanna Oberg                 | 3,3 km, 18 Posten   |

### Medaillenspiegel
| Medaillenspiegel Herren (Stand nach der WM 2016) | Medaillenspiegel Herren (Stand nach der WM 2016) | Medaillenspiegel Herren (Stand nach der WM 2016) | Medaillenspiegel Herren (Stand nach der WM 2016) | Medaillenspiegel Herren (Stand nach der WM 2016) | Medaillenspiegel Herren (Stand nach der WM 2016) |
| Platz                                            | Land                                             | Gold                                             | Silber                                           | Bronze                                           | Gesamt                                           |
| ------------------------------------------------ | ------------------------------------------------ | ------------------------------------------------ | ------------------------------------------------ | ------------------------------------------------ | ------------------------------------------------ |
| 1                                                | Norwegen                                         | 6                                                | 4                                                | 3                                                | 13                                               |
| 2                                                | Finnland                                         | 6                                                | 3                                                | 5                                                | 14                                               |
| 3                                                | Schweden                                         | 4                                                | 9                                                | 5                                                | 18                                               |
| 4                                                | Schweiz                                          | 3                                                | 3                                                | 3                                                | 9                                                |
| 5                                                | Tschechien                                       | 3                                                | 3                                                | 2                                                | 8                                                |
| 6                                                | Ungarn                                           | 2                                                | –                                                | –                                                | 2                                                |
| 7                                                | Russland                                         | 1                                                | 1                                                | 2                                                | 4                                                |
| 8                                                | Dänemark                                         | 1                                                | –                                                | 1                                                | 2                                                |
| 9                                                | Österreich                                       | 1                                                | –                                                | –                                                | 1                                                |
| 9                                                | Polen                                            | 1                                                | –                                                | –                                                | 1                                                |
| 9                                                | Neuseeland                                       | 1                                                | –                                                | –                                                | 1                                                |
| 12                                               | Frankreich                                       | –                                                | 1                                                | 1                                                | 2                                                |
| 13                                               | Italien                                          | –                                                | 1                                                | –                                                | 1                                                |
| 14                                               | Litauen                                          | –                                                | –                                                | 1                                                | 1                                                |
| 14                                               | Rumänien                                         | –                                                | –                                                | 1                                                | 1                                                |

| Medaillenspiegel Damen (Stand nach der WM 2016) | Medaillenspiegel Damen (Stand nach der WM 2016) | Medaillenspiegel Damen (Stand nach der WM 2016) | Medaillenspiegel Damen (Stand nach der WM 2016) | Medaillenspiegel Damen (Stand nach der WM 2016) | Medaillenspiegel Damen (Stand nach der WM 2016) |
| Platz                                           | Land                                            | Gold                                            | Silber                                          | Bronze                                          | Gesamt                                          |
| ----------------------------------------------- | ----------------------------------------------- | ----------------------------------------------- | ----------------------------------------------- | ----------------------------------------------- | ----------------------------------------------- |
| 1                                               | Schweden                                        | 8                                               | 9                                               | 4                                               | 21                                              |
| 2                                               | Finnland                                        | 5                                               | 6                                               | 9                                               | 20                                              |
| 3                                               | Dänemark                                        | 4                                               | 1                                               | 3                                               | 8                                               |
| 4                                               | Norwegen                                        | 3                                               | 2                                               | 2                                               | 7                                               |
| 5                                               | Schweiz                                         | 3                                               | 1                                               | 4                                               | 8                                               |
| 6                                               | Deutschland                                     | 1                                               | 1                                               | –                                               | 2                                               |
| 7                                               | Polen                                           | 1                                               | 1                                               | –                                               | 2                                               |
| 8                                               | Russland                                        | 1                                               | –                                               | 2                                               | 3                                               |
| 8                                               | Rumänien                                        | 1                                               | –                                               | –                                               | 1                                               |
| 10                                              | Tschechien                                      | –                                               | 2                                               | 1                                               | 3                                               |
| 11                                              | Litauen                                         | –                                               | 2                                               | –                                               | 2                                               |
| 12                                              | Australien                                      | –                                               | –                                               | 1                                               | 1                                               |
| 12                                              | Estland                                         | –                                               | –                                               | 1                                               | 1                                               |
| 12                                              | Frankreich                                      | –                                               | –                                               | 1                                               | 1                                               |

## Sprint
Dieser Wettbewerb wurde erstmals 2006 durchgeführt.

### Herren
| Jahr | Gold                 | Silber             | Bronze                 | Anmerkungen         |
| ---- | -------------------- | ------------------ | ---------------------- | ------------------- |
| 2006 | Mikael Kristensson   | Patrik Karisson    | Ruslan Glebow          | 3,2 km, 17 Posten   |
| 2007 | Vojtěch Král         | Olav Lundanes      | Iwan Sirakow           | 3,25 km, 18 Posten  |
| 2008 | Štěpán Kodeda        | Johan Runesson     | Søren Bobach           | 2,81 km, 16 Posten  |
| 2009 | Matthias Kyburz      | Miloš Nykodým      | Martin Hubmann         | 3,1 km, 24 Posten   |
| 2010 | Rasmus Thrane Hansen | Kristian Jones     | Vegard Danielsen       | 2,675 km, 21 Posten |
| 2011 | Lucas Basset         | Andreu Blanes      | Florian Howald         | 2,91 km, 23 Posten  |
| 2012 | Gleb Tichonow        | Jan Petržela       | Eskil Kinneberg        | 2,9 km, 20 Posten   |
| 2013 | Florian Schneider    | Michal Hubáček     | Tim Robertson          | 2,4 km, 21 Posten   |
| 2014 | Tim Robertson        | Piotr Parfianowicz | Anton Johansson        | 3,0 km, 20 Posten   |
| 2015 | Tim Robertson        | Aleksi Niemi       | Algirdas Bartkevicius  | 3,8 km, 17 Posten   |
| 2016 | Joey Hadorn          | Thomas Curiger     | Isac von Krusenstierna | 3,7 km, 19 Posten   |

### Damen
| Jahr | Gold                     | Silber                    | Bronze              | Anmerkungen         |
| ---- | ------------------------ | ------------------------- | ------------------- | ------------------- |
| 2006 | Ingunn Weltzien Hultgren | Hanny Allston             | Eva Svensson        | 2,5 km, 13 Posten   |
| 2007 | Eva Svensson             | Šárka Svobodná            | Maja Alm            | 2,7 km, 17 Posten   |
| 2008 | Emma Klingenberg         | Silje Ekroll Jahren       | Jenny Lönnkvist     | 2,56 km, 13 Posten  |
| 2009 | Jenny Lönnkvist          | Ida Bobach Tereza Novotná |                     | 2,5 km, 21 Posten   |
| 2010 | Ida Bobach               | Hanna Wiśniewska          | Monika Gajda        | 2,325 km, 18 Posten |
| 2011 | Ida Bobach               | Emma Klingenberg          | Tereza Novotná      | 2,47 km, 22 Posten  |
| 2012 | Tove Alexandersson       | Emma Klingenberg          | Frida Sandberg      | 2,3 km, 17 Posten   |
| 2013 | Heidi Mårtensson         | Nicoline Friberg Klysner  | Anastasia Denissowa | 2,1 km, 19 Posten   |
| 2014 | Sara Hagström            | Heidi Mårtensson          | Miri Thrane Ødum    | 2,5 km, 17 Posten   |
| 2015 | Simona Aebersold         | Heidi Mårtensson          | Karoliina Ukskoski  | 3,2 km, 13 Posten   |
| 2016 | Simona Aebersold         | Anna Dvorianskaia         | Anna Haataja        | 3,3 km, 16 Posten   |

### Medaillenspiegel
| Medaillenspiegel Herren (Stand nach der WM 2016) | Medaillenspiegel Herren (Stand nach der WM 2016) | Medaillenspiegel Herren (Stand nach der WM 2016) | Medaillenspiegel Herren (Stand nach der WM 2016) | Medaillenspiegel Herren (Stand nach der WM 2016) | Medaillenspiegel Herren (Stand nach der WM 2016) |
| Platz                                            | Land                                             | Gold                                             | Silber                                           | Bronze                                           | Gesamt                                           |
| ------------------------------------------------ | ------------------------------------------------ | ------------------------------------------------ | ------------------------------------------------ | ------------------------------------------------ | ------------------------------------------------ |
| 1                                                | Schweiz                                          | 3                                                | 1                                                | 2                                                | 6                                                |
| 2                                                | Tschechien                                       | 2                                                | 3                                                | –                                                | 5                                                |
| 3                                                | Neuseeland                                       | 2                                                | –                                                | 1                                                | 3                                                |
| 4                                                | Schweden                                         | 1                                                | 2                                                | 2                                                | 5                                                |
| 5                                                | Dänemark                                         | 1                                                | –                                                | 1                                                | 2                                                |
| 6                                                | Frankreich                                       | 1                                                | –                                                | –                                                | 1                                                |
| 6                                                | Russland                                         | 1                                                | –                                                | –                                                | 1                                                |
| 8                                                | Norwegen                                         | –                                                | 1                                                | 2                                                | 3                                                |
| 9                                                | Polen                                            | –                                                | 1                                                | –                                                | 1                                                |
| 9                                                | Spanien                                          | –                                                | 1                                                | –                                                | 1                                                |
| 9                                                | Vereinigtes Königreich                           | –                                                | 1                                                | –                                                | 1                                                |
| 9                                                | Finnland                                         | -                                                | 1                                                | –                                                | 1                                                |
| 13                                               | Bulgarien                                        | –                                                | –                                                | 1                                                | 1                                                |
| 13                                               | Ukraine                                          | –                                                | –                                                | 1                                                | 1                                                |
| 13                                               | Litauen                                          | –                                                | –                                                | 1                                                | 1                                                |

| Medaillenspiegel Damen (Stand nach der WM 2016) | Medaillenspiegel Damen (Stand nach der WM 2016) | Medaillenspiegel Damen (Stand nach der WM 2016) | Medaillenspiegel Damen (Stand nach der WM 2016) | Medaillenspiegel Damen (Stand nach der WM 2016) | Medaillenspiegel Damen (Stand nach der WM 2016) |
| Platz                                           | Land                                            | Gold                                            | Silber                                          | Bronze                                          | Gesamt                                          |
| ----------------------------------------------- | ----------------------------------------------- | ----------------------------------------------- | ----------------------------------------------- | ----------------------------------------------- | ----------------------------------------------- |
| 1                                               | Schweden                                        | 4                                               | -                                               | 3                                               | 7                                               |
| 2                                               | Dänemark                                        | 3                                               | 4                                               | 2                                               | 9                                               |
| 3                                               | Norwegen                                        | 2                                               | 3                                               | –                                               | 5                                               |
| 4                                               | Schweiz                                         | 2                                               | -                                               | –                                               | 2                                               |
| 5                                               | Tschechien                                      | –                                               | 2                                               | 1                                               | 3                                               |
| 6                                               | Polen                                           | –                                               | 1                                               | 1                                               | 2                                               |
| 7                                               | Australien                                      | –                                               | 1                                               | –                                               | 1                                               |
| 7                                               | Russland                                        | –                                               | 1                                               | –                                               | 1                                               |
| 9                                               | Finnland                                        | –                                               | -                                               | 2                                               | 2                                               |
| 10                                              | Belarus                                         | –                                               | –                                               | 1                                               | 1                                               |

## Staffel

### Herren
| Jahr | Gold                                                           | Silber                                                          | Bronze                                                                   |
| ---- | -------------------------------------------------------------- | --------------------------------------------------------------- | ------------------------------------------------------------------------ |
| 1990 | Finnland Mikael Boström Sören Nymalm Kimmo Liljeström          | Schweden Mikael Palmberg Klas Karlsson Jimmy Birklin            | Norwegen Tore Sandvik Espen Bergstrøm Harald Bakke                       |
| 1991 | Schweden Fredrik Löwegren Magnus Palmberg Andreas Nilsson      | Sowjetunion Girts Vegeris Janis Ozolins Ivars Zagars            | Tschechoslowakei Aleš Drahoňovský Tomáš Doležal Libor Zřídkaveselý       |
| 1992 | Finnland Aarto Hirvi Marko Pitkanen Mikko Lepo                 | Norwegen Knut Aalde Stein Kongstad Thormod Berg                 | Schweden Anders Akerman Johan Näsman Fredrik Löwegren                    |
| 1993 | Finnland Simo Martomaa Tommi Tölkkö Mikko Lepo                 | Norwegen Holger Hott Johansen Bernt Bjørnsgaard Odin Tellesbø   | Polen Robert Banach Dariusz Mikusińki Janusz Porzycz                     |
| 1994 | Russland Murasow Michail Mamlejew Walentin Nowikow             | Finnland Jarkko Huovila Torpo Simo Martomaa                     | Ungarn Tamás Kronvald Ferenc Lévai Gábor Domonyik                        |
| 1995 | Dänemark Jesper Damgaard Mads Ingvardsen Troels Nielsen        | Ungarn Kolos Vajda Lajos Sárecz Gábor Domonyik                  | Finnland Ville Repo Jarkko Huovila Miika Hernelahti                      |
| 1996 | Tschechien Michal Horáček Vladimír Lučan Luboš Matějů          | Slowakei František Libant Maroš Bukovác Marián Dávidík          | Schweiz Urs Müller Donatus Schnyder Adrian Klauser                       |
| 1997 | Schweden Jonas Pilblad Johan Modig Per Oberg                   | Tschechien Lukáš Přinda Michal Horáček Vladimír Lučan           | Slowakei František Libant Igor Patráš Marián Dávidík                     |
| 1998 | Schweden Rikard Gunnarsson Mats Troeng Hakan Peterson          | Finnland Pasi Ikonen Samuli Salmenoja Jonne Lakanen             | Frankreich Thierry Gueorgiou J.-Baptiste Bourrin François Gonon          |
| 1999 | Finnland Pasi Ikonen Jonne Lakanen Miko Heikelä                | Frankreich Benoit Peyvel Thierry Gueorgiou François Gonon       | Schweiz Beat Studer Christian Ott Felix Bentz                            |
| 2000 | Tschechien Jiří Kazda Jaromír Švihovský Michal Smola           | Schweden Erik Öhlund David Andersson Peter Öberg                | Finnland Timo Saarinen Markus Lindeqvist Pasi Ikonen                     |
| 2001 | Tschechien Jan Mrázek Jaromír Vlach Michal Smola               | Polen Maciej Grabowski Wojciech Kowalski Wojciech Dwojak        | Schweden David Andersson Erik Andersson Jan Troeng                       |
| 2002 | Schweiz Matthias Merz Daniel Hubmann Lukas Ebneter             | Finnland Tuomas Tervo Juha-Matti Huhtanen Jörgen Wickholm       | Schweden Anders Holmberg Johan Höij Erik Andersson                       |
| 2003 | Russland Dmitri Zwetkow Dmitri Jekatarinin Alexej Bortnik      | Norwegen Kristian Dalby Lars Skjeset Audun Weltzien             | Schweiz Hannes Friederich Matthias Merz Daniel Hubmann                   |
| 2004 | Schweden Johan Lindahl Mattias Millinger Martin Johansson      | Tschechien Jan Palas Jan Šedivý Jan Procházka                   | Schweiz Andreas Ruedlinger Fabian Hertner Matthias Merz                  |
| 2005 | Norwegen Øystein Sørensen Magne Dæhli Olav Lundanes            | Tschechien Adam Chromý Jan Beneš Jan Palas                      | Schweden John Fredriksson Erik Rost Mikael Kristensson                   |
| 2006 | Estland Mihkel Jarveoja Timo Sild Markus Puusepp               | Schweden Fredrik Johansson John Fredriksson Mikael Kristensson  | Norwegen Anders Skarholt Erik Sagvolden Olav Lundanes                    |
| 2007 | Tschechien Štěpán Kodeda Jan Beneš Adam Chromý                 | Norwegen Torgeir Nørbech Magne Dæhli Olav Lundanes              | Litauen Mikus Zagata Kalvis Mihailovs Anatolijs Tarasovs                 |
| 2008 | Schweden Erik Liljekvist Olle Boström Johan Runesson           | Russland Juri Kirjanow Georgi Mawtschun Dmitri Masnij           | Norwegen Ulf Forseth Indgaard Bjørn Danielsen Ekeberg Erik Sagvolden     |
| 2009 | Schweden Olle Boström Albin Ridefelt Gustav Bergman            | Schweiz Philipp Sauter Matthias Kyburz Martin Hubmann           | Dänemark Marius Thrane Ødum Rasmus Thrane Hansen Søren Bobach            |
| 2010 | Norwegen Gaute Hallan Steiwer Eskil Kinneberg Vegard Danielsen | Schweden Olle Boström Gustav Bergman Johan Runesson             | Dänemark Andreas Hougaard Boesen Marius Thrane Ødum Rasmus Thrane Hansen |
| 2011 | Polen Piotr Parfianowicz Rafał Podziński Michał Olejnik        | Schweden Jonas Nordstrom Richard Olsson Albin Ridefelt          | Tschechien Michal Hubáček Marek Schuster Pavel Kubát                     |
| 2012 | Russland Iwan Kutschmenko Andrei Kozyrew Gleb Tichonow         | Dänemark Jakob Ekhard Edsen Thor Norskov Marius Thrane Ødum     | Norwegen Jon Aukrust Osmoen Håkon Jarvis Westergård Eskil Kinneberg      |
| 2013 | Tschechien Marek Schuster Adam Chloupek Michal Hubáček         | Schweden Anton Johansson Jens Wängdahl Emil Svensk              | Russland Iwan Kutschmenko Dmitri Poljakow Andrei Kozyrew                 |
| 2014 | Schweden Assar Hellström Simon Hector Anton Johansson          | Tschechien Ondrej Semík Jonás Hubácek Marek Minár               | Schweiz Jonas Egger Tobia Pezzati Sven Hellmüller                        |
| 2015 | Finnland Topi Raitanen Aleksi Niemi Olli Ojanaho               | Norwegen Hakon Christiansen Anders Felde Olaussen Markus Holter | Schweden Emil Granqvist Erik Andersson Simon Hector                      |
| 2016 | Schweiz Thomas Curiger Riccardo Rancan Joey Hadorn             | Schweden Anton Forsberg Simon Hector Isac von Krusentierna      | Finnland Topias Ahola Anton Kuukka Olli Ojanaho                          |

### Damen
| Jahr | Gold                                                            | Silber                                                              | Bronze                                                              |
| ---- | --------------------------------------------------------------- | ------------------------------------------------------------------- | ------------------------------------------------------------------- |
| 1990 | Norwegen Hanne Staff Torunn Fossli-Saethre Hanne Sandstad       | Schweden Gunilla Svärd Karin Wollbrand Marlena Jansson              | Finnland Tuija Tammerin Eija Kuajnsuu Mari Lukkarinen               |
| 1991 | Finnland Johanna Tiira Sana Turakainen Mari Lukkarinen          | Deutschland Kathrin Renger Kristin Libich Anke Xylander             | Norwegen Hanne Staff Miri Jörgensen Berit-Sofie Grydeland           |
| 1992 | Schweden Lena Hasselström Maria Sandström Hanna Larsson         | Finnland Riita Korpela Sanna Turakainen Johanna Tiira               | Norwegen Hanne Staff Miri Jörgensen Elisabeth Ingvaldsen            |
| 1993 | Schweiz Birgitte Grüninger Käthi Widler Marie-Luce Romanens     | Finnland Satu Mäkitammi Katja Honkala Liisa Anttila                 | Norwegen Birgitte N. Husebye Miri Jorgensen Elisabeth Ingvaldsen    |
| 1994 | Schweden Pia Olsson Kristina Kull Annika Björk                  | Finnland Satu Makitammi Huhta Anu Heikkila                          | Polen Małgorzata Stankiewicz Aneta Jabłońska Ewa Kozłowska          |
| 1995 | Tschechien Kateřina Mikšová Kateřina Pracná Eva Juřeníková      | Schweden Maria Dahlin Kristin Backakers Annika Björk                | Schweiz Susi Widler Susanne Wehrli Sara Wegmüller                   |
| 1996 | Rumänien Enikő Gall Zsuzsa Fey Enikő Fey                        | Schweiz Simone Luder Regula Hulliger Sara Wegmüller                 | Russland Julia Morosowa Olga Trechowa Tatjana Pereljajewa           |
| 1997 | Schweden Emma Engstrand Jenny Johansson Catarina Asp            | Tschechien Zuzana Macúchová Vendula Klechová Michaela Skoumalová    | Schweiz Sara Wegmüller Regula Hulliger Simone Luder                 |
| 1998 | Finnland Heli Jukkola Riina Kuuselo Hanna Heiskanen             | Russland Tatjana Kostylewa Galina Galkina Tatjana Pereljajewa       | Schweiz Astrid Fritschi Simone Luder Regula Hulliger                |
| 1999 | Russland Tatjana Kostylewa Jewgenija Belowa Tatjana Pereljajewa | Schweiz Angela Wild Astrid Fritschi Regula Hulliger                 | Ukraine Irina Kuprijanowa Wiktoria Plotschenko Natalja Potopalska   |
| 2000 | Russland Julia Sedina Jewgenija Belowa Tatjana Pereljajewa      | Schweden Maria Bergkvist Kajsa Guterstam Camilla Berglund           | Finnland Sara Forsström Maria Rantala Minna Kauppi                  |
| 2001 | Schweden Anna Lampinen Kajsa Guterstam Maria Berqkvist          | Tschechien Dana Brožková Iva Rufferová Martina Dočkalová            | Finnland Pinja Satri Bodil Holmström Minna Kauppi                   |
| 2002 | Schweiz Franziska Wolleb Martina Fritschy Lea Müller            | Finnland Tiina Kivimäki Pinja Satri Minna Kauppi                    | Schweden Helena Jansson Lina Persson Anna Lampinen                  |
| 2003 | Finnland Annamaria Väli-Klemelä Heini Wennman Silja Tarvonen    | Schweden Anna Lampinen Sofia Karlsson Helena Jansson                | Norwegen Marte Grande Ostby Betty Ann Bjerkreim Nilsen Line Hagman  |
| 2004 | Schweden Elin Skantze Anna Persson Helena Jansson               | Finnland Anni-Maija Fincke Heini Wennman Heini Tarvonen             | Norwegen Elise Egseth Betty Ann Bjerkreim Nilsen Jorid Flatekval    |
| 2005 | Norwegen Elise Egseth Mari Fasting Betty Ann Bjerkreim Nilsen   | Schweden Elin Skantze Helena Jansson Anna Persson                   | Finnland Saila Kinni Paula Iso-Markku Silja Tarvonen                |
| 2006 | Russland Jekaterina Terechowa Tatjana Koslowa Maria Schilowa    | Schweden Linnea Lindström Anna Persson Eva Svensson                 | Finnland Sofia Haajanen Saila Kinni Heini Wennman                   |
| 2007 | Norwegen Kine Hallan Steiwer Silje Jahren Siri Ulvestad         | Schweden Eva Svensson Sara Eskilsson Jenny Lönnkvist                | Schweiz Sara Würmli Judith Wyder Sabine Hauswirth                   |
| 2008 | Schweden Beata Falk Lina Strand Jenny Lönnkvist                 | Dänemark Ida Bobach Signe Klinting Maja Alm                         | Norwegen Anette Baklid Kine Hallan Steiwer Mariann Ulvestad         |
| 2009 | Schweiz Fiona Kirk Sophie Tritschler Julia Gross                | Norwegen Britt Ingunn Nydal Elen Katrine Skjerve Mari Jevne Arnesen | Dänemark Emma Klingenberg Ida Bobach Signe Klinting                 |
| 2010 | Dänemark Emma Klingenberg Ida Bobach Signe Klinting             | Tschechien Denisa Kosová Jana Knapová Tereza Novotná                | Russland Natalja Winogradowa Anastasia Tichonowa Anastasia Trubkina |
| 2011 | Schweden Helena Karlsson Linea Martinsson Tove Alexandersson    | Tschechien Adéla Indráková Denisa Kosová Tereza Novotná             | Dänemark Ita Klingenberg Emma Klingenberg Ida Bobach                |
| 2012 | Dänemark Stine Bagger Hagner Ita Klingenberg Emma Klingenberg   | Schweden Helena Karlsson Frida Sandberg Tove Alexandersson          | Schweiz Mirjam Hellmüller Marion Aebi Sandrine Müller               |
| 2013 | Tschechien Lenka Knapová Kateřina Chromá Vendula Horčičková     | Finnland Anna Haataja Henna-Riik Haikonen Johanna Hulkkonen         | Schweden Andrea Svensson Hilda Forsgren Tilda Johansson             |
| 2014 | Schweden Tilda Johansson Frida Sandberg Sara Hagström           | Norwegen Heidi Mårtensson Gunvor Hov Høydal Mathilde Rundhaug       | Schweiz Paula Gross Sina Tommer Lisa Schubnell                      |
| 2015 | Schweden Andrea Svensson Johanna Oberg Sara Hagström            | Schweiz Sofie Bachmann Simona Aebersold Sandrine Müller             | Norwegen Heidi Martensson Tonje Vassend Marie Olaussen              |
| 2016 | Schweiz Paula Gross Sofie Bachmann Simona Aebersold             | Finnland Leenukka Hanhijarvi Enni Jalava Anna Haataja               | Norwegen Ingrid Lundanes Anine Lome Ingeborg Eide                   |

### Medaillenspiegel
| Medaillenspiegel Herren (Stand nach der WM 2016) | Medaillenspiegel Herren (Stand nach der WM 2016) | Medaillenspiegel Herren (Stand nach der WM 2016) | Medaillenspiegel Herren (Stand nach der WM 2016) | Medaillenspiegel Herren (Stand nach der WM 2016) | Medaillenspiegel Herren (Stand nach der WM 2016) |
| Platz                                            | Land                                             | Gold                                             | Silber                                           | Bronze                                           | Gesamt                                           |
| ------------------------------------------------ | ------------------------------------------------ | ------------------------------------------------ | ------------------------------------------------ | ------------------------------------------------ | ------------------------------------------------ |
| 1                                                | Schweden                                         | 7                                                | 7                                                | 5                                                | 19                                               |
| 2                                                | Tschechien                                       | 5                                                | 4                                                | 1                                                | 10                                               |
| 3                                                | Finnland                                         | 5                                                | 3                                                | 3                                                | 11                                               |
| 4                                                | Russland                                         | 3                                                | 1                                                | 1                                                | 5                                                |
| 5                                                | Norwegen                                         | 2                                                | 5                                                | 4                                                | 11                                               |
| 6                                                | Schweiz                                          | 2                                                | 1                                                | 5                                                | 8                                                |
| 7                                                | Dänemark                                         | 1                                                | 1                                                | 2                                                | 4                                                |
| 8                                                | Polen                                            | 1                                                | 1                                                | 1                                                | 3                                                |
| 9                                                | Estland                                          | 1                                                | –                                                | –                                                | 1                                                |
| 10                                               | Frankreich                                       | –                                                | 1                                                | 1                                                | 2                                                |
| 10                                               | Slowakei                                         | –                                                | 1                                                | 1                                                | 2                                                |
| 10                                               | Ungarn                                           | –                                                | 1                                                | 1                                                | 2                                                |
| 13                                               | Sowjetunion (ehem.)                              | –                                                | 1                                                | –                                                | 1                                                |
| 14                                               | Litauen                                          | –                                                | –                                                | 1                                                | 1                                                |
| 14                                               | Tschechoslowakei (ehem.)                         | –                                                | –                                                | 1                                                | 1                                                |

| Medaillenspiegel Damen (Stand nach der WM 2016) | Medaillenspiegel Damen (Stand nach der WM 2016) | Medaillenspiegel Damen (Stand nach der WM 2016) | Medaillenspiegel Damen (Stand nach der WM 2016) | Medaillenspiegel Damen (Stand nach der WM 2016) | Medaillenspiegel Damen (Stand nach der WM 2016) |
| Platz                                           | Land                                            | Gold                                            | Silber                                          | Bronze                                          | Gesamt                                          |
| ----------------------------------------------- | ----------------------------------------------- | ----------------------------------------------- | ----------------------------------------------- | ----------------------------------------------- | ----------------------------------------------- |
| 1                                               | Schweden                                        | 9                                               | 8                                               | 2                                               | 19                                              |
| 2                                               | Schweiz                                         | 4                                               | 3                                               | 6                                               | 13                                              |
| 3                                               | Finnland                                        | 3                                               | 7                                               | 5                                               | 15                                              |
| 3                                               | Norwegen                                        | 3                                               | 2                                               | 8                                               | 13                                              |
| 5                                               | Russland                                        | 3                                               | 1                                               | 2                                               | 6                                               |
| 6                                               | Tschechien                                      | 2                                               | 4                                               | –                                               | 6                                               |
| 7                                               | Dänemark                                        | 2                                               | 1                                               | 2                                               | 5                                               |
| 7                                               | Rumänien                                        | 1                                               | –                                               | –                                               | 1                                               |
| 8                                               | Deutschland                                     | –                                               | 1                                               | –                                               | 1                                               |
| 9                                               | Polen                                           | –                                               | –                                               | 1                                               | 1                                               |
| 9                                               | Ukraine                                         | –                                               | –                                               | 1                                               | 1                                               |

## Ewiger Medaillenspiegel
| Medaillenspiegel (Stand nach der WM 2016) | Medaillenspiegel (Stand nach der WM 2016) | Medaillenspiegel (Stand nach der WM 2016) | Medaillenspiegel (Stand nach der WM 2016) | Medaillenspiegel (Stand nach der WM 2016) | Medaillenspiegel (Stand nach der WM 2016) |
| Platz                                     | Land                                      | Gold                                      | Silber                                    | Bronze                                    | Gesamt                                    |
| ----------------------------------------- | ----------------------------------------- | ----------------------------------------- | ----------------------------------------- | ----------------------------------------- | ----------------------------------------- |
| 1                                         | Schweden                                  | 42                                        | 49                                        | 27                                        | 118                                       |
| 2                                         | Finnland                                  | 28                                        | 28                                        | 36                                        | 92                                        |
| 3                                         | Norwegen                                  | 26                                        | 23                                        | 23                                        | 72                                        |
| 4                                         | Schweiz                                   | 22                                        | 15                                        | 27                                        | 64                                        |
| 5                                         | Dänemark                                  | 17                                        | 13                                        | 12                                        | 42                                        |
| 6                                         | Tschechien                                | 16                                        | 22                                        | 11                                        | 49                                        |
| 7                                         | Russland                                  | 13                                        | 7                                         | 12                                        | 32                                        |
| 8                                         | Polen                                     | 6                                         | 6                                         | 3                                         | 15                                        |
| 9                                         | Rumänien                                  | 4                                         | –                                         | 1                                         | 5                                         |
| 10                                        | Ungarn                                    | 3                                         | 1                                         | 2                                         | 6                                         |
| 11                                        | Neuseeland                                | 3                                         | –                                         | 1                                         | 4                                         |
| 12                                        | Frankreich                                | 1                                         | 3                                         | 5                                         | 9                                         |
| 13                                        | Deutschland                               | 1                                         | 2                                         | 1                                         | 4                                         |
| 14                                        | Australien                                | 1                                         | 1                                         | 2                                         | 4                                         |
| 14                                        | Estland                                   | 1                                         | 1                                         | 2                                         | 4                                         |
| 16                                        | Österreich                                | 1                                         | 1                                         | –                                         | 2                                         |
| 16                                        | Sowjetunion (ehem.)                       | 1                                         | 1                                         | –                                         | 2                                         |
| 18                                        | Litauen                                   | –                                         | 2                                         | 4                                         | 6                                         |
| 19                                        | Tschechoslowakei (ehem.)                  | –                                         | 2                                         | 1                                         | 3                                         |
| 20                                        | Slowakei                                  | –                                         | 1                                         | 2                                         | 3                                         |
| 21                                        | Vereinigtes Königreich                    | –                                         | 1                                         | 1                                         | 2                                         |
| 22                                        | Italien                                   | –                                         | 1                                         | –                                         | 1                                         |
| 22                                        | Spanien                                   | –                                         | 1                                         | –                                         | 1                                         |
| 24                                        | Ukraine                                   | –                                         | –                                         | 3                                         | 3                                         |
| 25                                        | Bulgarien                                 | –                                         | –                                         | 1                                         | 1                                         |
| 25                                        | Kanada                                    | –                                         | –                                         | 1                                         | 1                                         |
| 25                                        | Belarus                                   | –                                         | –                                         | 1                                         | 1                                         |